# Есперантія

Есперантія

Есперантія або Есперантіда (есп. Esperantio, есп. Esperantujo або есп. Esperanto-lando) — неформальна назва спільноти людей, що говорять мовою есперанто, і їхньої культури.
Хоча кілька державних утворень у різний час заявили про бажання користуватися есперанто як державною мовою (Мореснет і Республіка острова Троянди), жодну з цих територій не називали Есперантією.
Слово Esperantio використовує у своїх документах міжнародна організація Esperanta Civito, яка заявляє себе «суб'єктом міжнародного права» і має деякі атрибути державності (конституція, партії, парламент). Пік діяльності Esperanta Civito припав на 2001—2003 роки. У 2007 році група письменників і поетів оголосила про створення Республіки Есперанто, жартівливої пародії на Esperanta Civito.